# Zimowiska
Zimowiska [pronunciación en polaco: /ʑimɔˈviska/] (en alemán: Wintershagen) es un pueblo ubicado en el distrito administrativo de Gmina Ustka, dentro del Condado de Słupsk, Voivodato de Pomerania, en Polonia del norte. Se encuentra aproximadamente a 6 kilómetros al sureste de Ustka, a 13 kilómetros al noroeste de Słupsk, y a 114 kilómetros al oeste de la capital regional Gdańsk.
Antes de 1945, el área fue parte de Alemania. Para la historia de la región, véase Historia de Pomerania.
El pueblo tiene una población de 281 habitantes.